# Navarretia nigelliformis
Navarretia nigelliformis är en blågullsväxtart som beskrevs av Edward Lee Greene. Navarretia nigelliformis ingår i släktet navarretior, och familjen blågullsväxter.

## Underarter
Arten delas in i följande underarter:
- N. n. nigelliformis
- N. n. radians